# خالد سلیمان
خالد سلیمان (انگلیسی: Khalid Suliman؛ زادهٔ ۷ فوریهٔ ۱۹۸۷) بازیکن بسکتبال اهل قطر است.
وی در مسابقات کشوری و بین‌المللی در مجموع برندهٔ ۱ مدال نقره شده‌است.